# Орухо

Пляшка орухо однієї із кантабрійських марок

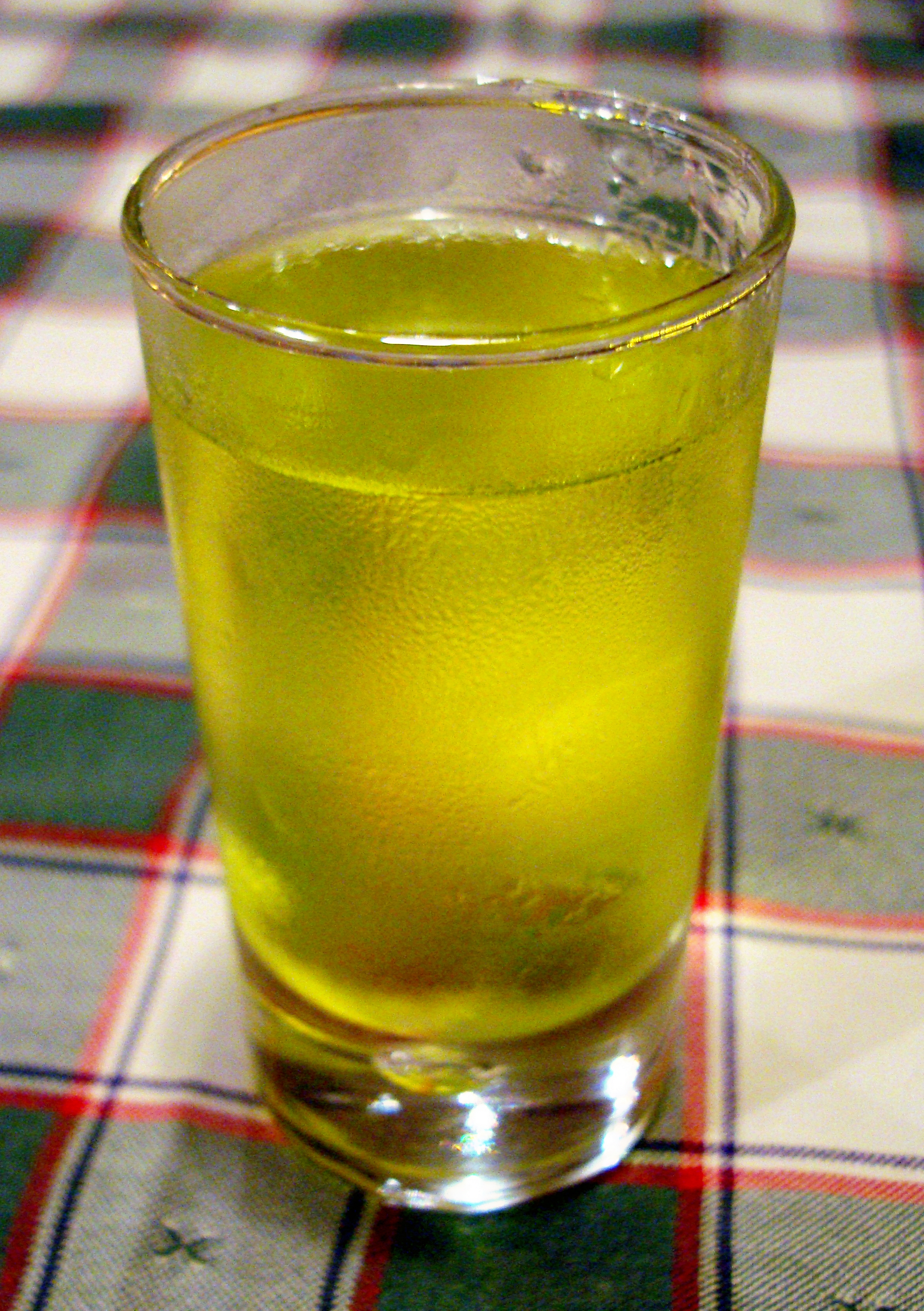
Чарка орухо, настояного на травах

Ору́хо (ісп. Orujo, аст. Oruxu), часто агуардіє́нте де ору́хо — алкогольний напій, традиційний для областей північного заходу Іспанії, найменування якого контролюється за походженням.
Являє собою продукт перегонки вичавок (заброджених залишків винограду після їх віджиму в процесі виготовлення вина). Вміст алкоголю варіюється від 30 до 60 %.

## Географія та історія виробництва

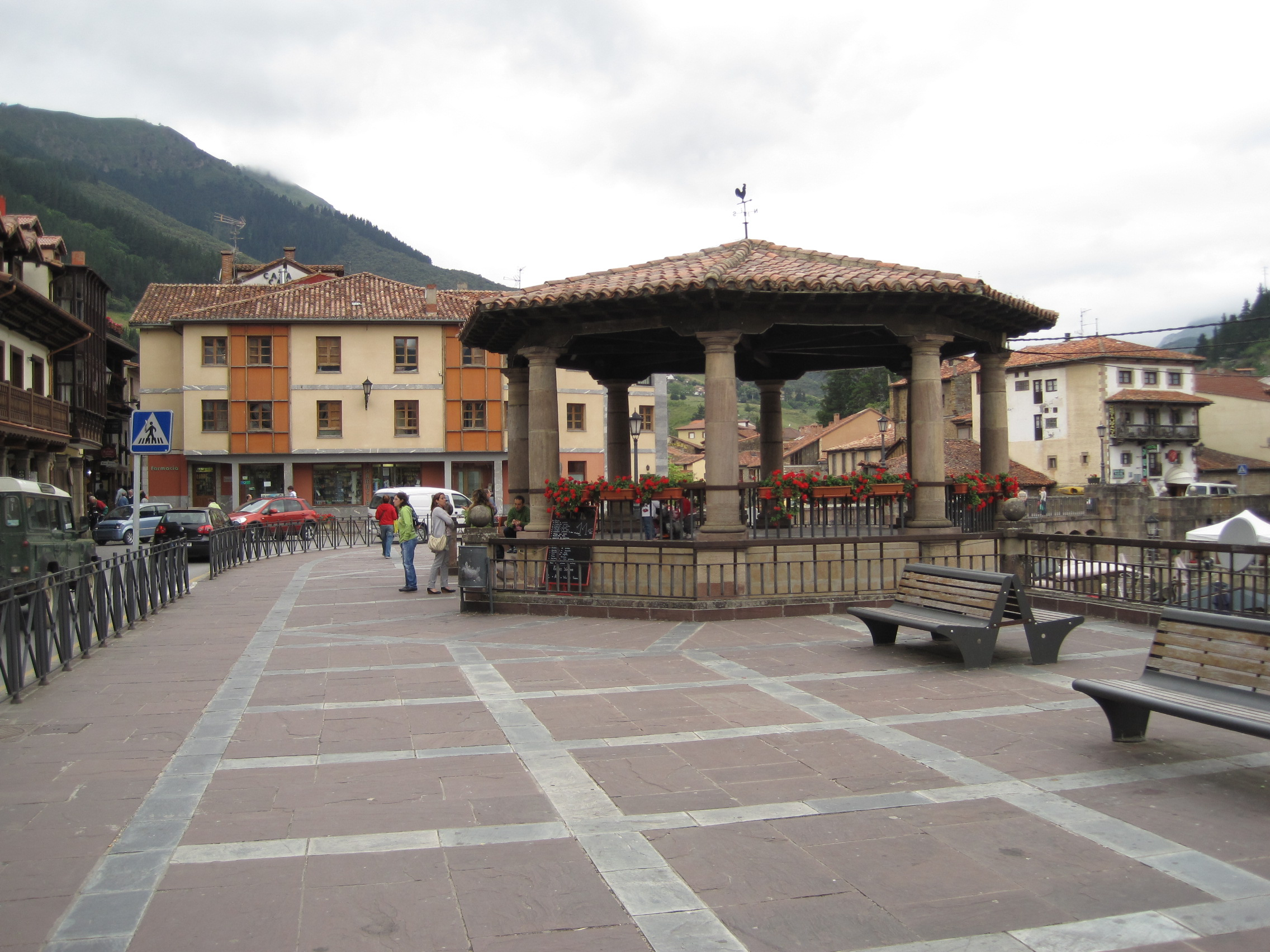
Центральна площа міста Потес, де проводиться Свято Орухо

Історично виробляється в північно-західних регіонах Іспанії: Кантабрії, Галісії (галісійською називається «ка́нья», гал. caña), Астурії, Кастилії і Леоні, проте в останні десятиліття виготовляється і в інших частинах країни. Слово «орухо» означає виноградні вичавки, і напій часто називається агуардіє́нте де ору́хо ісп. aguardiente de orujo — палаюча вода з виноградних вичавок (агуардієнте — клас іспанських міцних алкогольних напоїв, що виробляються шляхом перегонки фруктової сировини).
Відомо, що в середньовіччі орухо виготовлявся в католицьких монастирях Кантабрії, в особливості в області Льєбана — ця місцевість і в XXI столітті залишається одним з найвідоміших місць виробництва цього напою, причому частина його готується як і раніше в монастирях. До XVII століття виробництво орухо було широко поширене і в Галісії — там його виганяли надомним чином в селянських господарствах.
І в Кантабрії, і в Галісії орухо має досить помітне етнокультурне значення. Жителі різних районів змагалися за якість орухо, розробляючи різні рецепти його вигонки — подібні конкурси нерідко проводилися в ході місцевих свят. Так, у містечку Потес досі щороку в листопаді відзначається «Свято орухо» (ісп. Fiesta del Orujo), головною подією якого є конкурс серед виробників — переможці визначаються за підсумками загальної дегустації напою.
У міру зростання популярності напою його виготовлення освоювалося жителями інших областей. У другій половині XX століття орухо виготовлявся на значній частині території Іспанії, однак найзначніші його обсяги постачалися з Галісії, що дало основу місцевим виробникам заявляти про нього як про суто галісійський напій. У 1989 році галісійськими виробниками орухо була створена спеціальна Регулююча рада (ісп. La Denominación Específica Orujo de Galicia), що регламентувала технологію виготовлення напою і його географічну приналежність: відповідно до вимог ради назву орухо може мати лише напій, що вироблений в Галісії. Тим не менш, орухо під традиційною назвою продовжує активно проводитися в інших регіонах Іспанії.

## Технологія виробництва
Для виробництва орухо використовуються залишки винограду різних сортів — шкірка, кісточки, стеблинки — після їх вичавки в процесі виготовлення вина. Після зброджування у відкритих чанах виноградні вичавки поміщаються в металеві перегінні куби алькітари — традиційно виготовлялися з міді — з відділенням відгонів (використовується тільки центральний відгін). Процес перегонки — однократний — триває зазвичай не менше шести годин. Таким чином, орухо технологічно і за складом дуже близький таким міцним виноградним алкогольним напоям інших країн, як граппа, чача, піско і інші.
Отриманий в результаті перегонки напій безбарвний і, при промисловому виробництві, абсолютно прозорий (при кустарному виробництві буває злегка мутним). Однак деякі сорти орухо витримуються протягом декількох років (не менше двох) в дубових бочках, набуваючи золотистий або бурштиновий колір. Крім того, широко поширена практика настоювання орухо на ароматних травах, меді, прянощах або кавових зернах — в цих випадках напій набуває найрізноманітніші відтінки зеленого, жовтого або коричневого кольорів.
Вміст спирту в орухо традиційно становить від 35 до 50, іноді 60 %. Однак в останні десятиліття набули поширення і більш легкі — тридцятиградусні сорти.
У 2000-ні роки до числа найпоширеніших на іспанському і європейському ринках марок орухо належали «Агуардентейро» (ісп. Aguardenteiro), «Ель Афіладор» (ісп. El Afilador), «Наваррес» (ісп. Navarres) та «Руав'єха» (ісп. Ruavieja).

## Подача та вживання

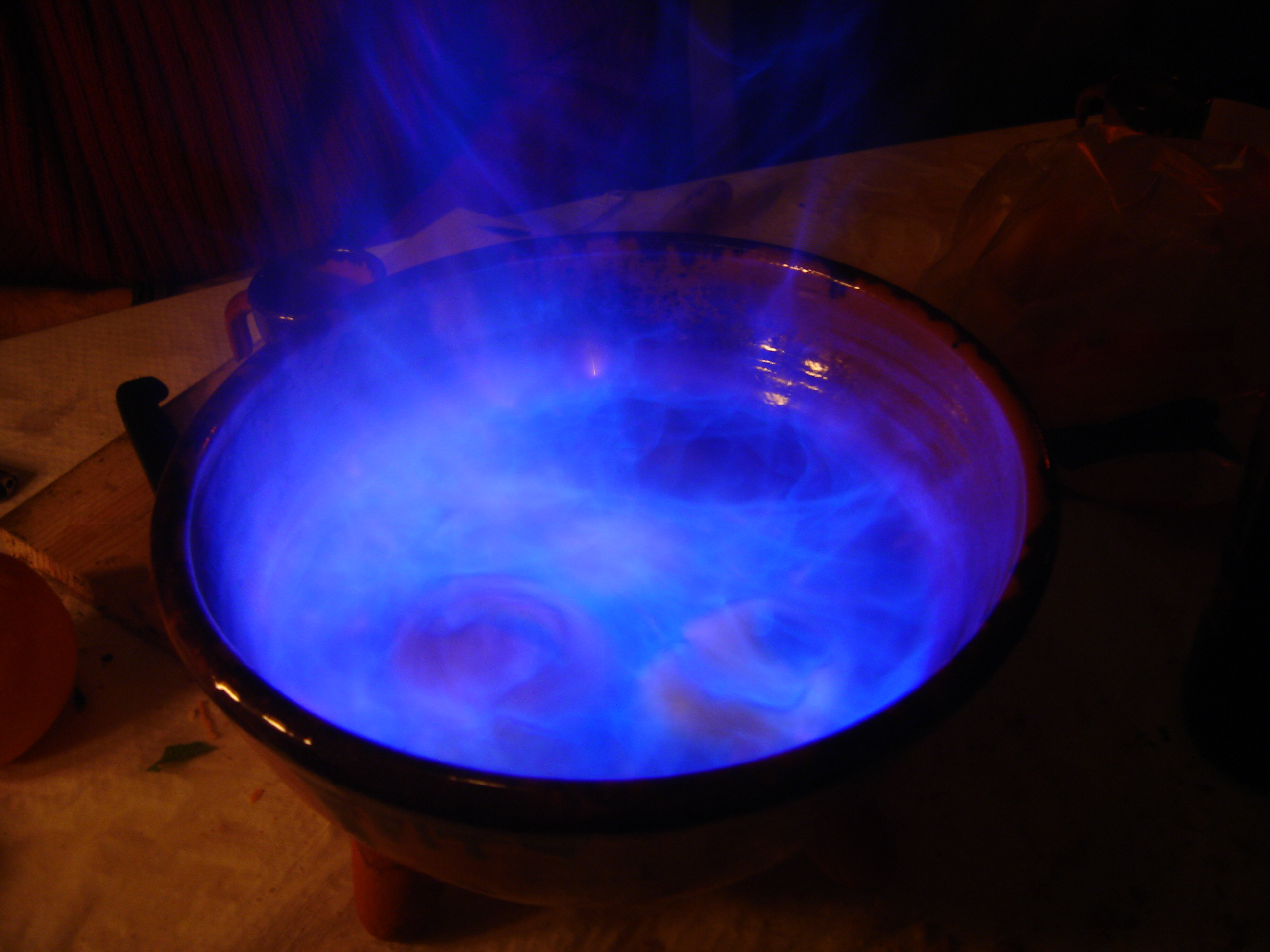
Приготування кеймади

У чистому вигляді орухо вживається і як основний алкогольний напій — за їжею або сам по собі, і як дигестив. Виготовлені на основі орухо різні настоянки зазвичай подаються як аперитиви.
Вживається як при кімнатній температурі, так і охолодженим. Традиційно подається в стопках, проте з середини XX століття в ресторанах і барах часто розливається в чарки з кулястою нижньою частиною і верхом, що злегка розширюється — прийнятих, зокрема, при подачі італійської граппи.

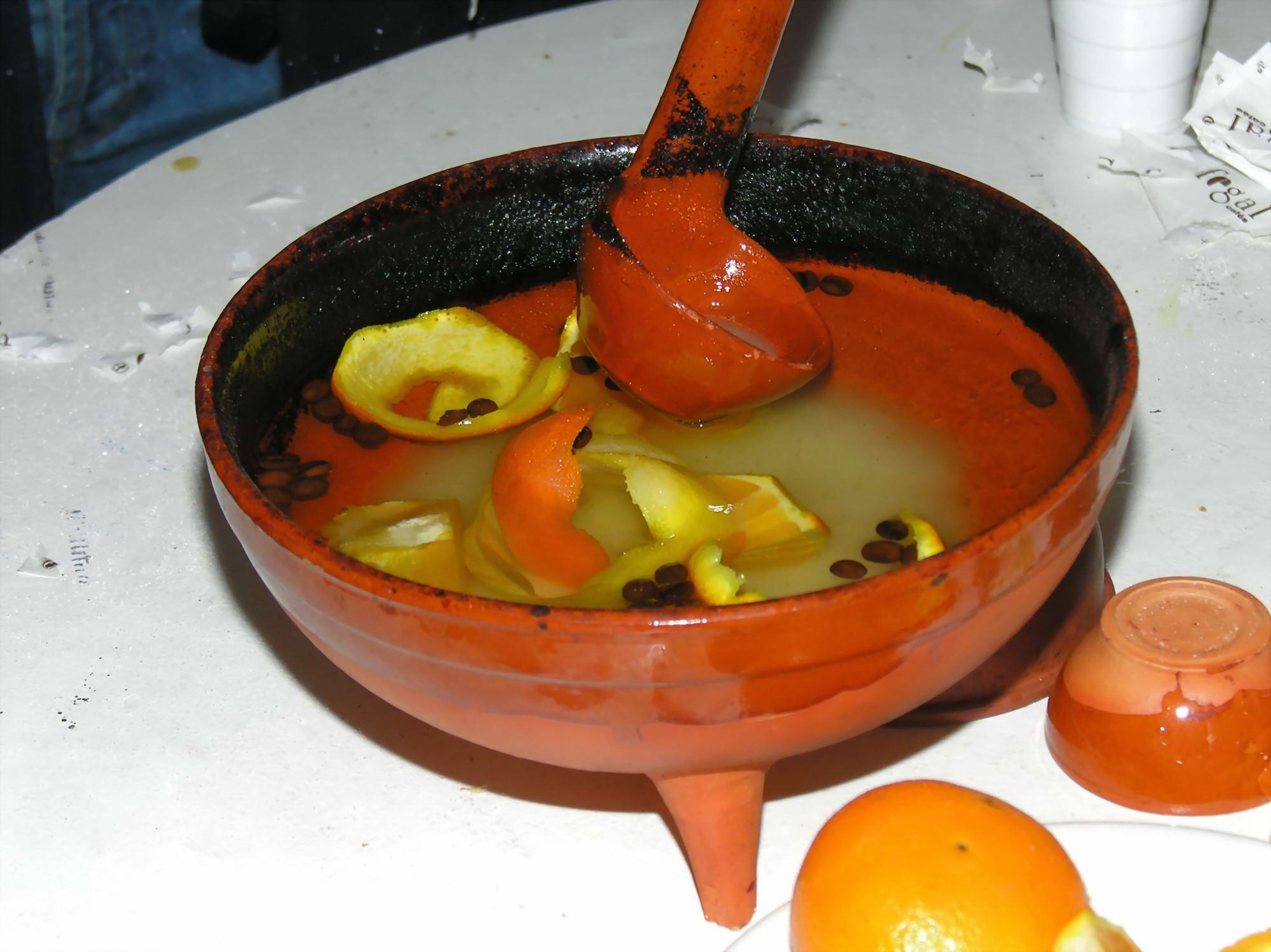
Розлив готової кеймади

Крім того, в Галісії існує стародавня традиція виготовлення з орухо слабоалкогольного напою кеймада (гал. queimada). У глибокій глиняній мисці нарізана цедра лимона, цукор і мелений кава заливаються орухо, після чого отримана суміш підпалюється — вогонь зазвичай приймає яскраво-блакитний колір. Отриманий після загасання вогню напій має значно меншу міцність, ніж сам орухо, і п'ється гарячим, зазвичай, із глиняних чашок або стаканів.
Вважається, що традиція кеймади походить від кельтіберських часів, коли приготування подібного напою носило ритуальний характер, тому іноді підпалювання орухо в мисці супроводжується читанням заклинань і загадуванням бажань — подібні церемонії сприяють популяризації кеймади серед туристів.